# Robert Hürlimann (pallanuotista)
Robert Hürlimann (1905) è stato un pallanuotista svizzero.
Ha fatto parte della Svizzera che ha partecipato ai Giochi di Amsterdam 1928.